# Equipe Alemã Unida nos Jogos Olímpicos de Inverno de 1956
As Alemanhas Oriental e Ocidental formaram uma Equipe Alemã Unida para participar dos Jogos Olímpicos de Inverno de 1956 em Cortina d'Ampezzo, na Itália, e das duas edições seguintes dos Jogos. A partir de 1968, as duas nações competiram separadamente até a Reunificação da Alemanha, em 1990.

## Medalhas
| Atleta        | Esporte        | Evento                  | Medalha |
| ------------- | -------------- | ----------------------- | ------- |
| Ossi Reichert | Esqui alpino   | Slalom gigante feminino | Ouro    |
| Harry Glaß    | Salto de esqui | Pista normal individual | Bronze  |

## Desempenho

### Bobsleigh
| Atleta                                                         | Evento  | Descida 1 | Descida 2 | Descida 3 | Descida 4 | Total   | Total |
| Atleta                                                         | Evento  | Descida 1 | Descida 2 | Descida 3 | Descida 4 | Tempo   | Pos.  |
| -------------------------------------------------------------- | ------- | --------- | --------- | --------- | --------- | ------- | ----- |
| Hans Rösch Lorenz Nieberl                                      | Duplas  | 1:26.92   | 1:24.08   | 1:25.21   | 1:25.13   | 5:41.34 | 9º    |
| Andreas Ostler Hans Hohenester                                 | Duplas  | 1:24.63   | 1:24.89   | 1:25.07   | 1:25.54   | 5:40.13 | 8º    |
| Hans Rösch Michael Pössinger Lorenz Nieberl Sylvester Wackerle | Equipes | 1:18.61   | 1:19.04   | 1:19.43   | 1:20.94   | 5:18.02 | 6º    |
| Franz Schelle Jakob Nirschel Hans Henn Edmund Koller           | Equipes | 1:19.03   | 1:18.84   | 1:19.31   | 1:21.32   | 5:18.50 | 8º    |

### Combinado nórdico
| Atleta            | Salto de esqui | Cross-country | Total | Pos. |
| ----------------- | -------------- | ------------- | ----- | ---- |
| Gerhard Glaß      | 203.5          | 209.1         | 412.6 | 24º  |
| Heinz Hauser      | 195.0          | 222.9         | 417.9 | 21º  |
| Helmut Böck       | 190.0          | 228.7         | 418.7 | 19º  |
| Herbert Leonhardt | 177.0          | 219.6         | 396.6 | 28º  |

### Esqui alpino
| Atleta           | Evento         | 1ª descida | 2ª descida | Total  | Total |
| Atleta           | Evento         | Tempo      | Tempo      | Tempo  | Pos.  |
| ---------------- | -------------- | ---------- | ---------- | ------ | ----- |
| Hans Peter Lanig | Downhill       |            |            | 2:59.8 | 5º    |
| Sepp Behr        | Downhill       |            |            | 3:07.7 | 12º   |
| Karl Zillibiller | Downhill       |            |            | 3:21.6 | 19º   |
| Pepi Schwaiger   | Downhill       |            |            | 3:22.2 | 20º   |
| Hans Peter Lanig | Slalom gigante |            |            | 3:08.6 | 7º    |
| Sepp Behr        | Slalom gigante |            |            | 3:11.4 | 8º    |
| Pepi Schwaiger   | Slalom gigante |            |            | 3:23.5 | 26º   |
| Beni Obermüller  | Slalom gigante |            |            | 3:42.9 | 48º   |
| Beni Obermüller  | Slalom         | 1:32.3     | 1:55.2     | 3:27.5 | 9º    |
| Karl Zillibiller | Slalom         | 1:36.6     | 2:23.6     | 4:00.2 | 25º   |
| Rochus Wagner    | Slalom         | 1:48.7     | 2:28.7     | 4:17.4 | 34º   |
| Sepp Behr        | Slalom         | 1:33.3     | DSQ        | DNF    | DNF   |

| Atleta                  | Evento         | 1ª descida | 2ª descida | Total  | Total           |
| Atleta                  | Evento         | Tempo      | Tempo      | Tempo  | Pos.            |
| ----------------------- | -------------- | ---------- | ---------- | ------ | --------------- |
| Ossi Reichert           | Downhill       |            |            | 1:52.3 | 20º             |
| Hannelore Glaser-Franke | Downhill       |            |            | 1:54.7 | 29º             |
| Sonja Sperl             | Downhill       |            |            | 1:57.8 | 32º             |
| Mirl Buchner            | Downhill       |            |            | DNF    | DNF             |
| Ossi Reichert           | Slalom gigante |            |            | 1:56.5 | Medalha de ouro |
| Marianne Seltsam        | Slalom gigante |            |            | 2:01.4 | 12º             |
| Hannelore Glaser-Franke | Slalom gigante |            |            | 2:02.7 | 19º             |
| Mirl Buchner            | Slalom gigante |            |            | 2:05.0 | 27º             |
| Hannelore Glaser-Franke | Slalom         | 1:01.8     | 1:02.9     | 2:04.7 | 14º             |
| Mirl Buchner            | Slalom         | 1:01.7     | 1:16.8     | 2:18.5 | 21º             |
| Ossi Reichert           | Slalom         | 1:07.8     | DSQ        | DNF    | DNF             |
| Marianne Seltsam        | Slalom         | DSQ        | DNF        | DNF    | DNF             |

### Esqui cross-country
| Atleta                                              | Evento             | Final   | Final |
| Atleta                                              | Evento             | Tempo   | Pos.  |
| --------------------------------------------------- | ------------------ | ------- | ----- |
| Kuno Werner                                         | 15km               | 54:18   | 27º   |
| Siegfried Weiß                                      | 15km               | 54:29   | 29º   |
| Rudi Kopp                                           | 15km               | 54:31   | 31º   |
| Helmut Hagg                                         | 15km               | 56:50   | 46º   |
| Werner Moring                                       | 30km               | 2:00:55 | 40º   |
| Erich Lindenlaub                                    | 30km               | 1:58:30 | 33º   |
| Hermann Möchel                                      | 30km               | 1:56:34 | 30º   |
| Werner Moring                                       | 50km               | 3:20:32 | 20º   |
| Kuno Werner Siegfried Weiß Rudi Kopp Hermann Möchel | Revezamento 4x10km | 2:26:37 | 10º   |

| Atleta                                                             | Evento            | Final   | Final |
| Atleta                                                             | Evento            | Tempo   | Pos.  |
| ------------------------------------------------------------------ | ----------------- | ------- | ----- |
| Sonnhilde Hausschild-Kallus                                        | 10km              | 42:22   | 20º   |
| Else Amann                                                         | 10km              | 42:22   | 20º   |
| Elfriede Spiegelhauer-Uhlig                                        | 10km              | 43:15   | 26º   |
| Rita Czech-Blasl                                                   | 10km              | 43:51   | 29º   |
| Elfriede Spiegelhauer-Uhlig Else Amann Sonnhilde Hausschild-Kallus | Revezamento 3x5km | 1:15:33 | 7º    |

### Hóquei no gelo
| Equipe | Equipe | Fase de Grupos                                      | Fase de Grupos | Fase final | Pos. |
| Equipe | Equipe | Adversário e resultado                              | Pos.           | Adversário e resultado                                                                                         | Pos. |
| --- | --- | --------------------------------------------------- | -------------- | --- | ---- |
| Ulli Jansen Alfred Hoffmann Toni Biersack Bruno Guttowski Martin Beck Paul Ambros Karl Bierschel Kurt Sepp Markus Egen | Ernst Trautwein Rudolf Pittrich Hans Huber Arthur Endress Reiner Kossmann Hans Rampf Martin Zach Günther Jochems | CAN Canadá D 0-4 ITA Itália E 2-2 AUT Áustria V 7-0 | 2º (Gr. A)     | URS União Soviética D 0-8 USA Estados Unidos D 2-7 CAN Canadá D 0-10 SWE Suécia E 1-1 TCH Checoslováquia D 3-9 | 6º   |

### Patinação artística
| Atleta                     | Evento               | Final    | Final |
| Atleta                     | Evento               | Pontos   | Pos.  |
| -------------------------- | -------------------- | -------- | ----- |
| Tilo Gutzeit               | Individual masculino | 1269.80  | 10º   |
| Rose Pettinger             | Individual feminino  | 1,672.49 | 10º   |
| Marika Kilius Franz Ningel | Duplas               | 10.98    | 4º    |

### Patinação de velocidade
Masculino
| Atleta         | Evento | Final   | Final |
| Atleta         | Evento | Tempo   | Pos.  |
| -------------- | ------ | ------- | ----- |
| Helmut Kuhnert | 500m   | 44.0    | 34º   |
| Hans Keller    | 1500m  | 2:18.1  | 35º   |
| Helmut Kuhnert | 5000m  | 8:04.8  | 9º    |
| Hans Keller    | 5000m  | 8:24.5  | 30º   |
| Helmut Kuhnert | 10000m | 17:04.6 | 10º   |
| Hans Keller    | 10000m | 17:27.7 | 21º   |

### Salto de esqui
| Atleta        | Salto 1 | Salto 2 | Total | Pos.              |
| ------------- | ------- | ------- | ----- | ----------------- |
| Harry Glaß    | 115.0   | 109.5   | 224.5 | Medalha de bronze |
| Max Bolkart   | 111.5   | 111.0   | 222.5 | 4º                |
| Werner Lesser | 105.0   | 105.0   | 210.0 | 8º                |
| Sepp Kleisl   | 95.0    | 94.0    | 189.0 | 26º               |